# Schoonebeek
Schoonebeek è una località e un'ex-municipalità dei Paesi Bassi situata nella provincia di Drenthe. Soppressa nel 1998, il suo territorio, è stato incorporato in quello della municipalità di Emmen. In questa città è nata l'attrice Maruschka Detmers.